# Catagapetus
Catagapetus is een geslacht van schietmotten uit de familie Glossosomatidae

## Soorten
Deze lijst van 2 stuks is mogelijk niet compleet.
- C. maclachlani H Malicky, 1975
- C. nigrans R McLachlan, 1884